# Duje Ćaleta-Car
Duje Ćaleta-Car (ur. 17 września 1996 w Szybeniku) – chorwacki piłkarz grający na pozycji obrońcy w Lyonie. Srebrny medalista Mistrzostw Świata w 2018 roku.

## Życiorys
Jest wychowankiem rodzimego HNK Šibenik. W 2012 roku dołączył do seniorskiego zespołu tego klubu. W sezonie 2012/2013 rozegrał 17 meczów w rozgrywkach Drugiej hrvatskiej nogometnej ligi. 5 lipca 2013 odszedł do austriackiego FC Pasching. W lipcu 2014 odszedł do Red Bull Salzburg i od razu został wypożyczony na pół roku do FC Liefering. Wypożyczenie zakończyło się 7 stycznia 2015. W Bundeslidze zadebiutował 14 lutego 2015 w wygranym 2:0 meczu z SC Wiener Neustadt. Wraz z klubem z Salzburga świętował zdobycie trzech mistrzostw i trzech pucharów kraju.
W reprezentacji Chorwacji zadebiutował 3 czerwca 2018 w przegranym 0:2 towarzyskim meczu z Brazylią. Do gry wszedł w 52. minucie, zmieniając Vedrana Ćorlukę.

## Odznaczenia
- Order Księcia Branimira (2018)[7]